# Uranius Tholus
Uranius Tholus je kupovitá hora vzniklá sopečnou činností na povrchu Marsu, která se nachází na severní polokouli v severní části oblasti Tharsis západně od sopky Uranius Patera, severně od další sopky Ceraunius Tholus, východně od zlomového systému Tractus Fossae a Tractus Catena táhnoucího se v jiho-severním směru. Na severu se pak nachází rozmezí mezi oblastí Tempe Terra a lávových plání spojených se vznikem staré štítové sopky Alba Patera. Jedná se o nejmenší sopku sopečné skupiny Uranius.
Kužel sopky ukazuje jasné dva impaktní krátery, které vznikly v minulosti. Při srovnání počtu kráterů se sopkou Olympus Mons vychází, že Uranius Tholus je starší sopka. Jeden impaktní kráter s částečně překrytým okrajem lávou v severní oblasti a další tři krátery se nacházejí západně od kužele sopky. Předpokládá se, že samotná sopka vznikla přibližně před 3 miliardami let (spodní hesperian). Sopka vznikla ve starší tektonicky aktivní oblasti, když následně došlo k překrytí okolních plání novým vulkanickým materiálem. Sopečný kužel v současnosti vystupuje přibližně 3 km nad okolní pláně (jiný zdroj uvádí 4 km).
Podobně jako další sopky v oblasti (Uranius Patera, Ceraunius Tholus) je Uranius Tholus interpretována jako štítová sopka vznikla efuzivním vulkanismem lávy s nízkou viskozitou (pravděpodobně bazalt), která byla mobilní, což umožnilo značné rozprostření do okolí. Uranius Tholus současně také ukazuje doklady o pyroklastických erupcích, které byly následně překryty efuzivním materiálem. Vrchol sopky ukazuje struktury typické pro erozi způsobenou tekoucí vodou. Svahy sopky nepřesahují sklon 6 až 12°. Odhadované množství materiálu, které tvoří základnu sopky, je 3×103 km3 lávy. Sopečná činnost trvala nejspíše 27 000 let.
Na vrcholku se nachází sopečná kaldera o rozměru 22 × 19 km. Pojmenována byla v roce 1973 po řeckém bohu nebes - Uranosovi.